# FIA-Formel-2-Rennwochenende in Australien 2024
Das FIA-Formel-2-Rennwochenende in Australien 2024 war der dritte Lauf der FIA-Formel-2-Meisterschaft 2024 und fand vom 22. bis 24. März auf dem Albert Park Circuit in Melbourne statt.

## Meldeliste
Alle Teams und Fahrer verwendeten das Dallara-Chassis F2 2024, 3,4-Liter-V634-Turbomotoren von Renault-Mecachrome und Reifen von Pirelli.
| Team                  | Nr. | Fahrer                | Chassis         | Motor             | Reifen |
| --------------------- | --- | --------------------- | --------------- | ----------------- | ------ |
| ART Grand Prix        | 01  | Victor Martins        | Dallara F2 2024 | Mecachrome 3.4 V6 | P      |
| ART Grand Prix        | 02  | Zak O’Sullivan        | Dallara F2 2024 | Mecachrome 3.4 V6 | P      |
| Prema Racing          | 03  | Oliver Bearman        | Dallara F2 2024 | Mecachrome 3.4 V6 | P      |
| Prema Racing          | 04  | Andrea Kimi Antonelli | Dallara F2 2024 | Mecachrome 3.4 V6 | P      |
| Rodin Motorsport      | 05  | Zane Maloney          | Dallara F2 2024 | Mecachrome 3.4 V6 | P      |
| Rodin Motorsport      | 06  | Ritomo Miyata         | Dallara F2 2024 | Mecachrome 3.4 V6 | P      |
| DAMS Lucas Oil        | 07  | Jak Crawford          | Dallara F2 2024 | Mecachrome 3.4 V6 | P      |
| DAMS Lucas Oil        | 08  | Juan Manuel Correa    | Dallara F2 2024 | Mecachrome 3.4 V6 | P      |
| Invicta Racing        | 09  | Kush Maini            | Dallara F2 2024 | Mecachrome 3.4 V6 | P      |
| Invicta Racing        | 10  | Gabriel Bortoleto     | Dallara F2 2024 | Mecachrome 3.4 V6 | P      |
| MP Motorsport         | 11  | Dennis Hauger         | Dallara F2 2024 | Mecachrome 3.4 V6 | P      |
| MP Motorsport         | 12  | Franco Colapinto      | Dallara F2 2024 | Mecachrome 3.4 V6 | P      |
| Van Amersfoort Racing | 14  | Enzo Fittipaldi       | Dallara F2 2024 | Mecachrome 3.4 V6 | P      |
| Van Amersfoort Racing | 15  | Rafael Villagómez     | Dallara F2 2024 | Mecachrome 3.4 V6 | P      |
| Hitech Pulse-Eight    | 16  | Amaury Cordeel        | Dallara F2 2024 | Mecachrome 3.4 V6 | P      |
| Hitech Pulse-Eight    | 17  | Paul Aron             | Dallara F2 2024 | Mecachrome 3.4 V6 | P      |
| Campos Racing         | 20  | Isack Hadjar          | Dallara F2 2024 | Mecachrome 3.4 V6 | P      |
| Campos Racing         | 21  | Josep Maria Martí     | Dallara F2 2024 | Mecachrome 3.4 V6 | P      |
| Trident               | 22  | Richard Verschoor     | Dallara F2 2024 | Mecachrome 3.4 V6 | P      |
| Trident               | 23  | Roman Staněk          | Dallara F2 2024 | Mecachrome 3.4 V6 | P      |
| PHM AIX Racing        | 24  | Joshua Dürksen        | Dallara F2 2024 | Mecachrome 3.4 V6 | P      |
| PHM AIX Racing        | 25  | Taylor Barnard        | Dallara F2 2024 | Mecachrome 3.4 V6 | P      |

## Klassifikationen

### Qualifying
| Pos.                                                                                     | Fahrer                | Team                  | Zeit     | SPR | HAU |
| ---------------------------------------------------------------------------------------- | --------------------- | --------------------- | -------- | --- | --- |
| 01                                                                                       | Dennis Hauger         | MP Motorsport         | 1:28,694 | 10  | 01  |
| 02                                                                                       | Andrea Kimi Antonelli | Prema Racing          | 1:29,038 | 09  | 02  |
| 03                                                                                       | Richard Verschoor     | Trident               | 1:29,173 | 08  | 03  |
| 04                                                                                       | Kush Maini            | Invicta Racing        | 1:29,313 | 07  | 04  |
| 05                                                                                       | Zane Maloney          | Rodin Motorsport      | 1:29,374 | 06  | 05  |
| 06                                                                                       | Paul Aron             | Hitech Pulse-Eight    | 1:29,385 | 05  | 06  |
| 07                                                                                       | Josep Maria Martí     | Campos Racing         | 1:29,429 | 04  | 07  |
| 08                                                                                       | Isack Hadjar          | Campos Racing         | 1:29,470 | 03  | 08  |
| 09                                                                                       | Gabriel Bortoleto     | Invicta Racing        | 1:29,502 | 02  | 09  |
| 10                                                                                       | Roman Staněk          | Trident               | 1:29,594 | 01  | 10  |
| 11                                                                                       | Zak O’Sullivan        | ART Grand Prix        | 1:29,632 | 11  | 11  |
| 12                                                                                       | Ritomo Miyata         | Rodin Motorsport      | 1:29,702 | 12  | 12  |
| 13                                                                                       | Franco Colapinto      | MP Motorsport         | 1:29,972 | 13  | 13  |
| 14                                                                                       | Joshua Dürksen        | PHM AIX Racing        | 1:30,005 | 14  | 14  |
| 15                                                                                       | Taylor Barnard        | PHM AIX Racing        | 1:30,232 | 15  | 15  |
| 16                                                                                       | Oliver Bearman        | Prema Racing          | 1:30,570 | 16  | 16  |
| 17                                                                                       | Rafael Villagómez     | Van Amersfoort Racing | 1:31,083 | 17  | 17  |
| 18                                                                                       | Enzo Fittipaldi       | Van Amersfoort Racing | 1:31,578 | 18  | 18  |
| 19                                                                                       | Amaury Cordeel        | Hitech Pulse-Eight    | 1:31,741 | 19  | 19  |
| 20                                                                                       | Juan Manuel Correa    | DAMS Lucas Oil        | 1:31,828 | 20  | 20  |
| 107-Prozent-Zeit: 1:34,902 min (bezogen auf die Pole-Position-Bestzeit von 1:28,694 min) |                       |                       |          |     |     |
| –                                                                                        | Jak Crawford          | DAMS Lucas Oil        | 1:55,308 | 21  | 21  |
| –                                                                                        | Victor Martins        | ART Grand Prix        | 1:59,836 | 22  | 22  |
| Quelle:                                                                                  |                       |                       |          |     |     |

Anmerkungen
1. ↑  Jak Crawford konnte aufgrund eines Unfalles im Qualifying keine Zeit innerhalb der 107-Prozent-Regel setzen. Er durfte allerdings dennoch an beiden Rennen teilnehmen.
2. ↑  Victor Martins konnte aufgrund eines Unfalles im Qualifying keine Zeit innerhalb der 107-Prozent-Regel setzen. Er durfte allerdings dennoch an beiden Rennen teilnehmen.

### Sprintrennen
| Pos.                                                                         | Fahrer                | Team                  | Runden | Zeit       | Start | Schnellste Runde |
| ---------------------------------------------------------------------------- | --------------------- | --------------------- | ------ | ---------- | ----- | ---------------- |
| 01                                                                           | Roman Staněk          | Trident               | 23     | 43:59,337  | 01    | 1:32,087 (19.)   |
| 02                                                                           | Dennis Hauger         | MP Motorsport         | 23     | + 0,349    | 10    | 1:31,984 (16.)   |
| 03                                                                           | Kush Maini            | Invicta Racing        | 23     | + 1,754    | 07    | 1:31,948 (18.)   |
| 04                                                                           | Franco Colapinto      | MP Motorsport         | 23     | + 2,393    | 13    | 1:31,922 (16.)   |
| 05                                                                           | Ritomo Miyata         | Rodin Motorsport      | 23     | + 2,984    | 12    | 1:31,865 (18.)   |
| 06                                                                           | Isack Hadjar          | Campos Racing         | 23     | + 3,173    | 03    | 1:31,573 (16.)   |
| 07                                                                           | Victor Martins        | ART Grand Prix        | 23     | + 3,639    | 21    | 1:31,873 (18.)   |
| 08                                                                           | Zak O’Sullivan        | ART Grand Prix        | 23     | + 6,615    | 11    | 1:32,206 (17.)   |
| 09                                                                           | Jak Crawford          | DAMS Lucas Oil        | 23     | + 7,297    | 22    | 1:32,228 (18.)   |
| 10                                                                           | Zane Maloney          | Rodin Motorsport      | 23     | + 7,921    | 06    | 1:32,018 (18.)   |
| 11                                                                           | Juan Manuel Correa    | DAMS Lucas Oil        | 23     | + 10,156   | 20    | 1:32,176 (16.)   |
| 12                                                                           | Enzo Fittipaldi       | Van Amersfoort Racing | 23     | + 11,864   | 18    | 1:32,038 (22.)   |
| 13                                                                           | Taylor Barnard        | PHM AIX Racing        | 23     | + 15,612   | 15    | 1:32,366 (16.)   |
| 14                                                                           | Oliver Bearman        | Prema Racing          | 23     | + 16,095   | 16    | 1:31,731 (18.)   |
| 15                                                                           | Rafael Villagómez     | Van Amersfoort Racing | 23     | + 16,269   | 17    | 1:32,436 (23.)   |
| 16                                                                           | Amaury Cordeel        | Hitech Pulse-Eight    | 23     | + 35,544   | 19    | 1:33,172 (16.)   |
| 17                                                                           | Joshua Dürksen        | PHM AIX Racing        | 23     | + 44,447   | 14    | 1:32,490 (22.)   |
| 18                                                                           | Paul Aron             | Hitech Pulse-Eight    | 23     | + 1:12,351 | 05    | 1:31,942 (19.)   |
| –                                                                            | Andrea Kimi Antonelli | Prema Racing          | 09     | DNF        | 09    | 1:32,298 (08.)   |
| –                                                                            | Richard Verschoor     | Trident               | 09     | DNF        | 08    | 1:32,360 (08.)   |
| –                                                                            | Gabriel Bortoleto     | Invicta Racing        | 0      | DNF        | 02    | keine Zeit       |
| –                                                                            | Josep Maria Martí     | Campos Racing         | 0      | DNF        | 04    | keine Zeit       |
| Schnellste Rennrunde, die für Punkte berechtigt ist: Isack Hadjar (1:31,573) |                       |                       |        |            |       |                  |
| Quelle:                                                                      |                       |                       |        |            |       |                  |

Anmerkungen
1. ↑  Isack Hadjar erhielt eine Zehn-Sekunden-Strafe (Verursachung eines Unfalles), die auf die Endzeit aufaddiert wurde; er verlor fünf Positionen im Endresultat.
2. ↑  Oliver Bearman erhielt eine Zehn-Sekunden-Strafe (Abdrängen eines anderen Fahrers), die auf die Endzeit aufaddiert wurde; er verlor sechs Position im Endresultat.

### Hauptrennen
| Pos.                                                                         | Fahrer                | Team                  | Runden | Zeit       | Start | Schnellste Runde |
| ---------------------------------------------------------------------------- | --------------------- | --------------------- | ------ | ---------- | ----- | ---------------- |
| 01                                                                           | Isack Hadjar          | Campos Racing         | 33     | 56:42,116  | 08    | 1:31,253 (33.)   |
| 02                                                                           | Paul Aron             | Hitech Pulse-Eight    | 33     | + 4,454    | 06    | 1:30,977 (33.)   |
| 03                                                                           | Zane Maloney          | Rodin Motorsport      | 33     | + 9,649    | 05    | 1:31,566 (29.)   |
| 04                                                                           | Andrea Kimi Antonelli | Prema Racing          | 33     | + 12,990   | 02    | 1:31,557 (28.)   |
| 05                                                                           | Ritomo Miyata         | Rodin Motorsport      | 33     | + 13,652   | 12    | 1:31,922 (23.)   |
| 06                                                                           | Richard Verschoor     | Trident               | 33     | + 18,059   | 03    | 1:31,916 (20.)   |
| 07                                                                           | Rafael Villagómez     | Van Amersfoort Racing | 33     | + 23,600   | 17    | 1:31,906 (23.)   |
| 08                                                                           | Victor Martins        | ART Grand Prix        | 33     | + 25,080   | 21    | 1:32,028 (31.)   |
| 09                                                                           | Oliver Bearman        | Prema Racing          | 33     | + 29,442   | 16    | 1:32,007 (26.)   |
| 10                                                                           | Jak Crawford          | DAMS Lucas Oil        | 33     | + 31,199   | 22    | 1:30,961 (33.)   |
| 11                                                                           | Amaury Cordeel        | Hitech Pulse-Eight    | 33     | + 33,841   | 19    | 1:32,617 (30.)   |
| 12                                                                           | Kush Maini            | Invicta Racing        | 33     | + 34,041   | 04    | 1:31,055 (33.)   |
| 13                                                                           | Josep Maria Martí     | Campos Racing         | 33     | + 34,594   | 07    | 1:31,992 (31.)   |
| 14                                                                           | Juan Manuel Correa    | DAMS Lucas Oil        | 33     | + 41,772   | 20    | 1:31,036 (33.)   |
| 15                                                                           | Roman Staněk          | Trident               | 33     | + 58,194   | 10    | 1:31,712 (29.)   |
| 16                                                                           | Taylor Barnard        | PHM AIX Racing        | 33     | + 59,319   | 15    | 1:31,187 (30.)   |
| 17                                                                           | Enzo Fittipaldi       | Van Amersfoort Racing | 33     | + 1:09,169 | 14    | 1:32,168 (21.)   |
| –                                                                            | Dennis Hauger         | MP Motorsport         | 09     | DNF        | 01    | 1:32,608 (03.)   |
| –                                                                            | Gabriel Bortoleto     | Invicta Racing        | 05     | DNF        | 09    | 1:33,806 (03.)   |
| –                                                                            | Joshua Dürksen        | PHM AIX Racing        | 05     | DNF        | 14    | 1:33,407 (04.)   |
| –                                                                            | Zak O’Sullivan        | ART Grand Prix        | 05     | DNF        | 11    | 1:34,881 (02.)   |
| –                                                                            | Franco Colapinto      | MP Motorsport         | 33     | DSQ        | 13    | 1:31,693 (28.)   |
| Schnellste Rennrunde, die für Punkte berechtigt ist: Jak Crawford (1:30,961) |                       |                       |        |            |       |                  |
| Quelle:                                                                      |                       |                       |        |            |       |                  |

Anmerkungen
1. ↑  Josep Maria Martí erhielt eine Zehn-Sekunden-Strafe (Verursachung eines Unfalles), die auf die Endzeit aufaddiert wurde; er verlor fünf Positionen im Endresultat.
2. ↑  Franco Colapinto beendete das Rennen auf Platz sieben, wurde aber aufgrund eines technischen Verstoßes (fehlerhaftes Fahrzeug-Systemprozedere in der Einführungsrunde) nachträglich disqualifiziert.

## Meisterschafts-Stände nach dem Rennwochenende
Beim Hauptrennen (HAU) bekamen die ersten Zehn des Rennens 25, 18, 15, 12, 10, 8, 6, 4, 2 bzw. 1 Punkt(e). Beim Sprintrennen (SPR) erhielten die ersten Acht des Rennens 10, 8, 6, 5, 4, 3, 2 bzw. 1 Punkt(e). Die zusätzlichen zwei Punkte für die Pole-Position im Hauptrennen gingen an Dennis Hauger, der Extrapunkt für die schnellste Rennrunde wurde an Isack Hadjar (HAU) sowie Jak Crawford (SPR) vergeben.

### Fahrerwertung
| Pos. | Fahrer                | Team                  | Punkte |
| ---- | --------------------- | --------------------- | ------ |
| 01   | Zane Maloney          | Rodin Motorsport      | 62     |
| 02   | Paul Aron             | Hitech Pulse-Eight    | 47     |
| 03   | Dennis Hauger         | MP Motorsport         | 41     |
| 04   | Isack Hadjar          | Campos Racing         | 34     |
| 05   | Kush Maini            | Invicta Racing        | 33     |
| 06   | Enzo Fittipaldi       | Van Amersfoort Racing | 32     |
| 07   | Josep Maria Martí     | Campos Racing         | 26     |
| 08   | Jak Crawford          | DAMS Lucas Oil        | 26     |
| 09   | Andrea Kimi Antonelli | Prema Racing          | 24     |
| 10   | Ritomo Miyata         | Rodin Motorsport      | 16     |
| 11   | Zak O’Sullivan        | ART Grand Prix        | 15     |

| Pos. | Fahrer             | Team                  | Punkte |
| ---- | ------------------ | --------------------- | ------ |
| 12   | Gabriel Bortoleto  | Invicta Racing        | 15     |
| 13   | Franco Colapinto   | MP Motorsport         | 13     |
| 14   | Richard Verschoor  | Trident               | 12     |
| 15   | Roman Staněk       | Trident               | 10     |
| 16   | Amaury Cordeel     | Hitech Pulse-Eight    | 10     |
| 17   | Rafael Villagómez  | Van Amersfoort Racing | 8      |
| 18   | Victor Martins     | ART Grand Prix        | 6      |
| 19   | Oliver Bearman     | Prema Racing          | 2      |
| 20   | Joshua Dürksen     | PHM AIX Racing        | 0      |
| 21   | Juan Manuel Correa | DAMS Lucas Oil        | 0      |
| 22   | Taylor Barnard     | PHM AIX Racing        | 0      |

### Teamwertung
| Pos. | Konstrukteur          | Punkte |
| ---- | --------------------- | ------ |
| 01   | Rodin Motorsport      | 78     |
| 02   | Campos Racing         | 60     |
| 03   | Hitech Pulse-Eight    | 57     |
| 04   | MP Motorsport         | 54     |
| 05   | Invicta Racing        | 48     |
| 06   | Van Amersfoort Racing | 40     |

| Pos. | Konstrukteur   | Punkte |
| ---- | -------------- | ------ |
| 07   | DAMS Lucas Oil | 26     |
| 08   | Prema Racing   | 26     |
| 09   | Trident        | 22     |
| 10   | ART Grand Prix | 21     |
| 11   | PHM AIX Racing | 0      |